# Strażnica WOP Bielice
Strażnica WOP Bolesławów/Bielice – podstawowy pododdział graniczny Wojsk Ochrony Pogranicza.

## Formowanie i zmiany organizacyjne
Strażnica została sformowana w 1945 w strukturze 50 komendy odcinka jako 232 strażnica WOP (Wilhelmsthal) o stanie 56 żołnierzy. Kierownictwo strażnicy stanowili: komendant strażnicy, zastępca komendanta do spraw polityczno-wychowawczych i zastępca do spraw zwiadu. Strażnica składała się z dwóch drużyn strzeleckich, drużyny fizylierów, drużyny łączności i gospodarczej. Etat przewidywał także instruktora do tresury psów służbowych oraz instruktora sanitarnego.
Od 15 marca 1954 wprowadzono nową numerację strażnic, a strażnica WOP Bielice otrzymała nr 241. 
W 1956 rozpoczęto numerowanie strażnic na poziomie brygady. Strażnica III kategorii Biela była 5. w 5 Brygadzie Wojsk Ochrony Pogranicza. 
W 1960, po kolejnej zmianie numeracji, placówka WOP Bielice posiadała numer 22 i zakwalifikowana była do kategorii II w 5 Sudeckiej Brygadzie WOP .

## Ochrona granicy
Strażnice sąsiednie:
231 strażnica WOP Neucorsdorf ⇔ 233 strażnica WOP Kesselgrund – 1946